# Carl Grönblad
Carl August Grönblad, född 7 december 1866 i Jönköping, död 9 maj 1938, var en svensk biblioteksman.
Grönblad var bibliotekarie vid Svenska Akademiens Nobelbibliotek från 1909 och sekreterare i Svenska vitterhetssamfundet från 1922. Han var medlem i flera bibliotekskommittéer och styrelser. Grönblad är gravsatt på Lidingö kyrkogård.